# Emily Ducote
Emily Ducote (Los Ángeles, California; 1 de enero de 1994) es una artista marcial mixta estadounidense que compite en la categoría de peso mínimo de la Ultimate Fighting Championship. Con anterioridad había participado en Invicta Fighting Championships, donde llegó a ser campeona en dicha categoría.

## Primeros años
Hija de John Ducote y de Yvette Bradstreet, Emily nació en Los Ángeles (California). Es cinturón negro de taekwondo. Luchó en el instituto de Los Gatos, donde quedó subcampeona del estado en su último año. Con la aspiración de luchar en el mejor equipo universitario, se trasladó a Oklahoma en 2012 para estudiar Kinesiología en la Universidad de Oklahoma City. En 2013, comenzó a entrenar Jiu Jitsu brasileño bajo la dirección de Giulliano Gallupi, consiguiendo el cinturón negro el 14 de mayo de 2022.

## Carrera de artes marciales mixtas

### Bellator MMA
Ducote estaba programada para hacer su debut en Bellator contra Bruna Vargas en Bellator 159 el 22 de julio de 2016. Ganó la pelea por una sumisión de estrangulamiento por detrás en la segunda ronda. Posteriormente se enfrentó a Kenia Miranda el 16 de septiembre de 2016. Ganó la pelea por una sumisión de armbar en la segunda ronda. Casi tres meses más tarde volvía al ring, en esta ocasión contra Ilima-Lei Macfarlane, ganando la pelea por decisión unánime, con puntuaciones de 30-27, 29-28, 29-28.
Ducote estaba programada para enfrentarse a Katy Collins en Bellator 174 el 3 de marzo de 2017. Ella ganó la pelea por una sumisión de estrangulamiento por detrás en la primera ronda. Luego luchó contra Jessica Middleton en Bellator 181 el 14 de julio de 2017, ganando por decisión unánime nuevamente, con puntuaciones de 29-27, 29-28, 29-28.
El 3 de noviembre de 2017 volvió a enfrentarse a Ilima-Lei Macfarlane por el campeonato mundial inaugural de peso mosca femenino de Bellator en Bellator 186. Macfarlane ganó la pelea por una sumisión de armbar en el quinto asalto.
Ducote estaba programado para enfrentarse a Kristina Williams en Bellator 196 el 2 de marzo de 2018. Williams ganó la pelea por decisión dividida en una pelea en la que Ducote fue dominante y la mayoría de los medios de comunicación la calificaron como una decisión controvertida. Dos de los jueces anotaron la pelea 29-28 para Williams, mientras que el tercer juez anotó la pelea 30-27 para Ducote.
El 13 de julio de 2018, en Bellator 202, luchó contra Veta Artega, quien ganaría por decisión unánime, extendiendo la racha de pérdidas de Ducote a tres peleas. Después de ser liberada por Bellator, Ducote bajó al peso paja para su próximo combate contra Kathryn Paprocki en Xtreme Fight Night 356 el 1 de febrero de 2019. Ella ganó la pelea por una sumisión de estrangulación trasera en el tercer asalto.

### Invicta FC
Ducote estaba programada para hacer su debut promocional contra Janaisa Morandin en Invicta FC 38: Murata vs. Ducote el 9 de agosto de 2019. Morandin pesó tres libras por encima del límite de peso paja. Ducote ganó la pelea por un nocaut en el primer asalto. En su segunda aparición promocional, Ducote se enfrentó a la japonesa Kanako Murata por el Campeonato vacante de peso paja de Invicta FC en el evento principal de Invicta FC 38: Murata vs. Ducote el 1 de noviembre de 2019. Murata ganó la pelea por decisión dividida, con dos jueces anotando el combate 48-47 y 49-46 a su favor. El tercer juez anotó la pelea 48-47 para Ducote.
Se enfrentó a Juliana Lima en el evento principal de Invicta FC 40: Ducote vs. Lima el 2 de julio de 2020, ganó la pelea por decisión unánime, con los tres jueces otorgándole una puntuación de 29-28. Meses después, en noviembre, le tocó luchar contra la mexicana Montserrat Ruiz en Invicta FC 43: King vs. Harrison el 20 de noviembre de 2020. La pelea fue cancelada más tarde debido a los "protocolos de seguridad mejorados del coronavirus".
Ducote estaba programado para enfrentar a Liz Tracy en Invicta FC en AXS TV: Rodríguez vs. Torquato el 21 de mayo de 2021, combate que sería cancelado finalmente.

#### Campeona de peso paja de Invicta FC
Ducote se enfrentó a la veterana de la UFC Danielle Taylor por el Campeonato vacante de peso paja de Invicta FC en Invicta FC 44: A New Era el 27 de agosto de 2021. Su combate con Taylor encabezó el primer pago por visión de la historia de Invicta FC. Ducote ganó la pelea por nocaut en el primer asalto. Primero detuvo a Taylor con un recto de derecha, antes de derribarla con una patada a la cabeza. En su primera defensa del título, Ducote se enfrentó a Alesha Zappitella el 11 de mayo de 2022 en el Invicta FC 47. Ganó el combate después de que los médicos lo detuvieran tras el segundo asalto debido a un corte en el párpado de Alesha.

### Ultimate Fighting Championship
En junio de 2022, Ducote firmó con la UFC. Debutó, en sustitución de Brianna Fortino, contra Jessica Penne el 16 de julio de ese año en UFC on ABC 3, llegando a ganar su primer combate aquí por decisión unánime. A finales de dicho año se enfrentó a Angela Hill el 3 de diciembre de 2022 en UFC on ESPN 42, perdiéndolo también por decisión unánime.
Tenía programado enfrentarse a Polyana Viana el 29 de abril de 2023 en UFC on ESPN 45. Sin embargo, la pelea fue reprogramada para UFC Fight Night 223, un mes después, el 20 de mayo. A su vez, Viana se retiró de la pelea por razones no reveladas y fue reemplazada por la ex campeona femenina de peso paja de la LFA, Lupita Godínez, en un peso pactado de 120 libras. Perdió la pelea por decisión unánime.
Se enfrentó a Ashley Yoder el 14 de octubre de 2023 en UFC Fight Night 230, ganando por decisión unánime. Al año siguiente, el 18 de mayo de 2024, combatió contra Vanessa Demopoulos en UFC Fight Night 241, perdiendo el combate por decisión dividida.

## Récord en artes marciales mixtas
| Resultado | Récord | Oponente             | Método                      | Evento                               | Fecha                    | Ronda | Tiempo | Localización    |
| --------- | ------ | -------------------- | --------------------------- | ------------------------------------ | ------------------------ | ----- | ------ | --------------- |
| Victoria  | 15–9   | Thaiane Souza        | KO (golpes)                 | Invicta FC 61                        | 4 de abril de 2025       | 1     | 2:29   | Shawnee         |
| Victoria  | 14–9   | Yulia Ostroverkhova  | Sumisión (armbar)           | Invicta FC 58                        | 6 de noviembre de 2024   | 2     | 3:53   | Kansas City     |
| Derrota   | 13–9   | Vanessa Demopoulos   | Decisión (dividida)         | UFC Fight Night: Barboza vs. Murphy  | 18 de mayo de 2024       | 3     | 5:00   | Las Vegas       |
| Victoria  | 13–8   | Ashley Yoder         | Decisión (unánime)          | UFC Fight Night: Yusuff vs. Barboza  | 14 de octubre de 2023    | 3     | 5:00   | Las Vegas       |
| Derrota   | 12–8   | Lupita Godínez       | Decisión (unánime)          | UFC Fight Night: Dern vs. Hill       | 20 de mayo de 2023       | 3     | 5:00   | Las Vegas       |
| Derrota   | 12–7   | Angela Hill          | Decisión (unánime)          | UFC on ESPN: Thompson vs. Holland    | 3 de diciembre de 2022   | 3     | 5:00   | Orlando         |
| Victoria  | 12–6   | Jessica Penne        | Decisión (unánime)          | UFC on ABC: Ortega vs. Rodríguez     | 16 de julio de 2022      | 3     | 5:00   | Elmont          |
| Victoria  | 11–6   | Alesha Zappitella    | TKO (detención médica)      | Invicta FC 47: Ducote vs. Zappitella | 11 de mayo de 2022       | 2     | 5:00   | Kansas City     |
| Victoria  | 10–6   | Danielle Taylor      | KO (golpes)                 | Invicta FC 44: A New Era             | 27 de agosto de 2021     | 1     | 2:51   | Kansas City     |
| Victoria  | 9–6    | Juliana Lima         | Decisión (unánime)          | Invicta FC 40: Ducote vs. Lima       | 2 de julio de 2020       | 3     | 5:00   | Kansas City     |
| Derrota   | 8–6    | Kanako Murata        | Decisión (dividida)         | Invicta FC 38: Murata vs. Ducote     | 1 de noviembre de 2019   | 5     | 5:00   | Kansas City     |
| Victoria  | 8–5    | Janaisa Morandin     | KO (golpes)                 | Invicta FC 36: Sorenson vs. Young    | 9 de agosto de 2019      | 1     | 4:03   | Kansas City     |
| Victoria  | 7–5    | Kathryn Paprocki     | Sumisión (rear-naked choke) | Xtreme Fight Night 356               | 1 de febrero de 2019     | 3     | 3:31   | Tulsa           |
| Derrota   | 6–5    | Veta Arteaga         | Decisión (unánime)          | Bellator 202                         | 13 de julio de 2018      | 3     | 5:00   | Thackerville    |
| Derrota   | 6–4    | Kristina Williams    | Decisión (dividida)         | Bellator 196                         | 2 de marzo de 2018       | 3     | 5:00   | Thackerville    |
| Derrota   | 6–3    | Ilima-Lei Macfarlane | Sumisión (triangle armbar)  | Bellator 186                         | 3 de noviembre de 2017   | 5     | 3:42   | University Park |
| Victoria  | 6–2    | Jessica Middleton    | Decisión (unánime)          | Bellator 181                         | 14 de julio de 2017      | 3     | 5:00   | Thackerville    |
| Victoria  | 5–2    | Katy Collins         | Sumisión (rear-naked choke) | Bellator 174                         | 3 de marzo de 2017       | 1     | 4:53   | Thackerville    |
| Derrota   | 4–2    | Ilima-Lei Macfarlane | Decisión (unánime)          | Bellator 167                         | 3 de diciembre de 2016   | 3     | 5:00   | Thackerville    |
| Victoria  | 4–1    | Kenya Miranda        | Sumisión (armbar)           | Bellator 161                         | 16 de septiembre de 2016 | 2     | 4:37   | Cedar Park      |
| Victoria  | 3–1    | Bruna Vargas         | Sumisión (rear-naked choke) | Bellator 159                         | 22 de julio de 2016      | 2     | 0:29   | Mulvane         |
| Victoria  | 2–1    | Jianna Denizard      | Decisión (dividida)         | Xtreme Fighting League               | 14 de mayo de 2016       | 5     | 3:00   | Tulsa           |
| Victoria  | 1–1    | Ronnie Nanney        | Decisión (unánime)          | OKC Charity Fight Night              | 14 de enero de 2016      | 5     | 3:00   | Oklahoma City   |
| Derrota   | 0–1    | Emily Whitmire       | Decisión (unánime)          | FCF 50                               | 15 de septiembre de 2015 | 3     | 5:00   | Shawnee         |